# АО «ЕВРАЗ Маркет»
АО «ЕВРАЗ Маркет» — металлотрейдинговая компания, образованная в результате консолидации активов ООО «ЕвразМеталл» (сбытовое предприятие ЕВРАЗ Торговая Компания) и металлосервисной компании ОАО «ИНПРОМ».
В филиальную сеть АО «ЕВРАЗ Маркет» входит более 40 подразделений, которые расположены в промышленно-развитых центрах Юга и Северо-Запада РФ, Черноземья, Поволжья, Сибири, Урала и Дальнего Востока, а также в Казахстане. Сортаментная линейка металлопродукции каждого подразделения формируется в соответствии с локальным спросом.
ЕВРАЗ Маркет реализует стальной прокат производства металлокомбинатов группы ЕВРАЗ (ЕВРАЗ НТМК, ЕВРАЗ ЗСМК), а также других металлургических предприятий России и СНГ. Отгрузка металла производится со складских комплексов компании, накопительных складов и напрямую с заводов-изготовителей.
Проводит металлообработку.

## История
Компания Евразметалл была создана в 1992 году. Позже на её основе был создан Горнодобывающий холдинг «Евраз» и его сбытовая сеть «ЕВРАЗ Металл Инпром» (ЕМИ).
Компания Инпром появилась в 1996 году. Основатель компании Инпром - Коновалов, Игорь Васильевич в 2010 году продал компанию Евразхолдингу, сам в 2011 году создал компанию Инпром-Эстейт .
В 2021 году ОАО «ЕВРАЗ Металл Инпром», объявил о переименовании компании в «Евраз Маркет» и запуске омниканальной модели продаж . АО «ЕВРАЗ Металл Инпром» был переименован в АО «Евраз Маркет», запущен интернет-магазин.

## Собственники и руководство
Контрольным пакетом акций АО «ЕВРАЗ Маркет» владеет вертикально-интегрированная металлургическая и горнодобывающая компания ЕВРАЗ.
С 2021 года ЕВРАЗ Маркет возглавляет Береза Наталия Викторовна.

## Структура компании
В структуру ОА «ЕВРАЗ Маркет» входит более 40 подразделений, расположенных во всех металлоёмких регионах России и Казахстана. (Дивизины- Юг, Центр, Волга, Восток (Урал и Сибирь), Казахстан).
Среднесписочная численность компании – 1 132 человека.
Склад компании в городе Новокузнецк расположен на станции Новокузнецк-Сортировочный . В Ростове-на-Дону у компании АО «Евраз Маркет» находится крупный собственный производственно-складской комплекс.
Офис в Москве расположен в районе Можайский.